# Usmate Velate
Usmate Velate is een gemeente in de Italiaanse provincie Monza e Brianza (regio Lombardije) en telt 9132 inwoners (31-12-2004). De oppervlakte bedraagt 10,0 km², de bevolkingsdichtheid is 956 inwoners per km².

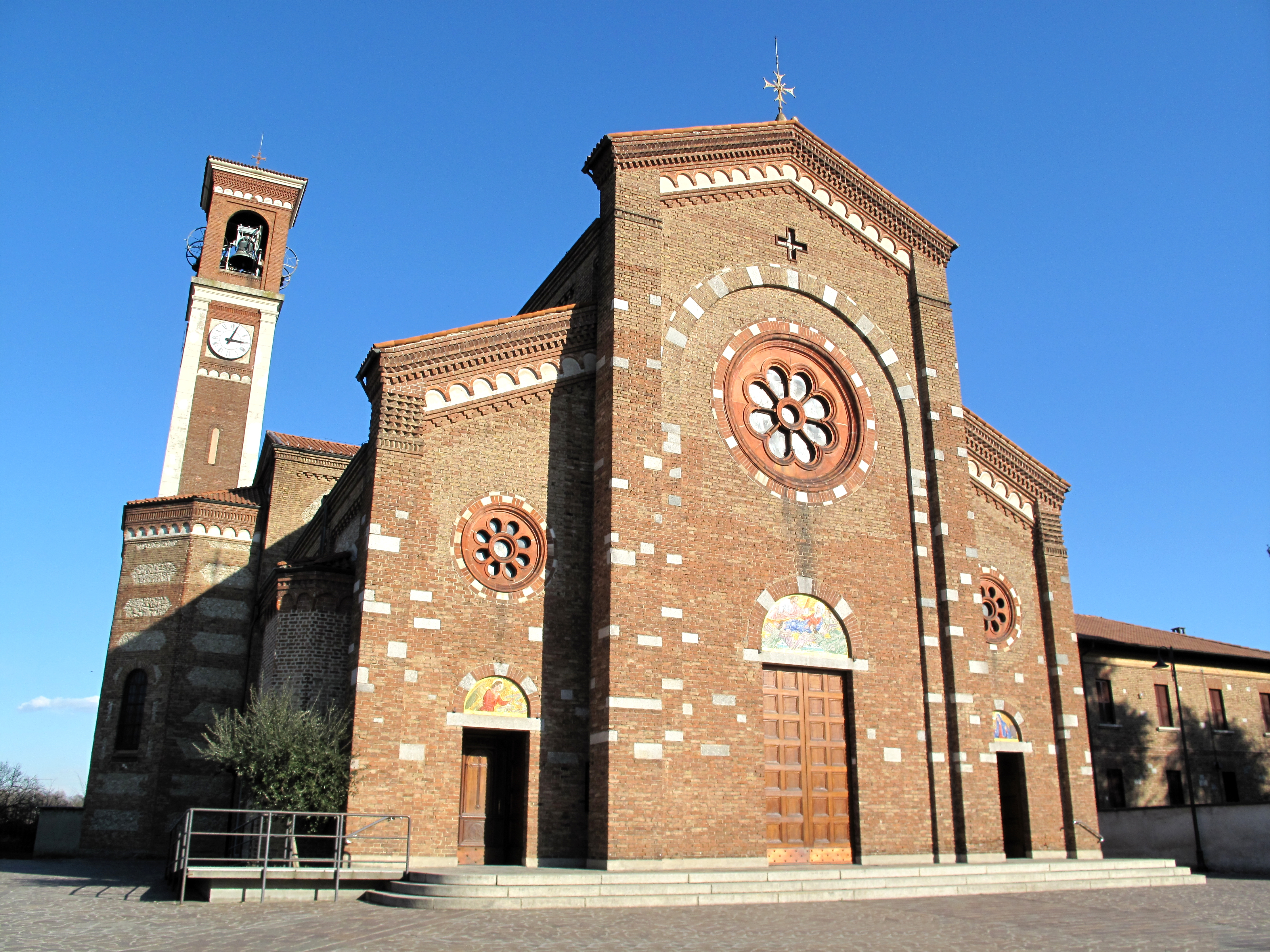
Kerk Santa Margherita
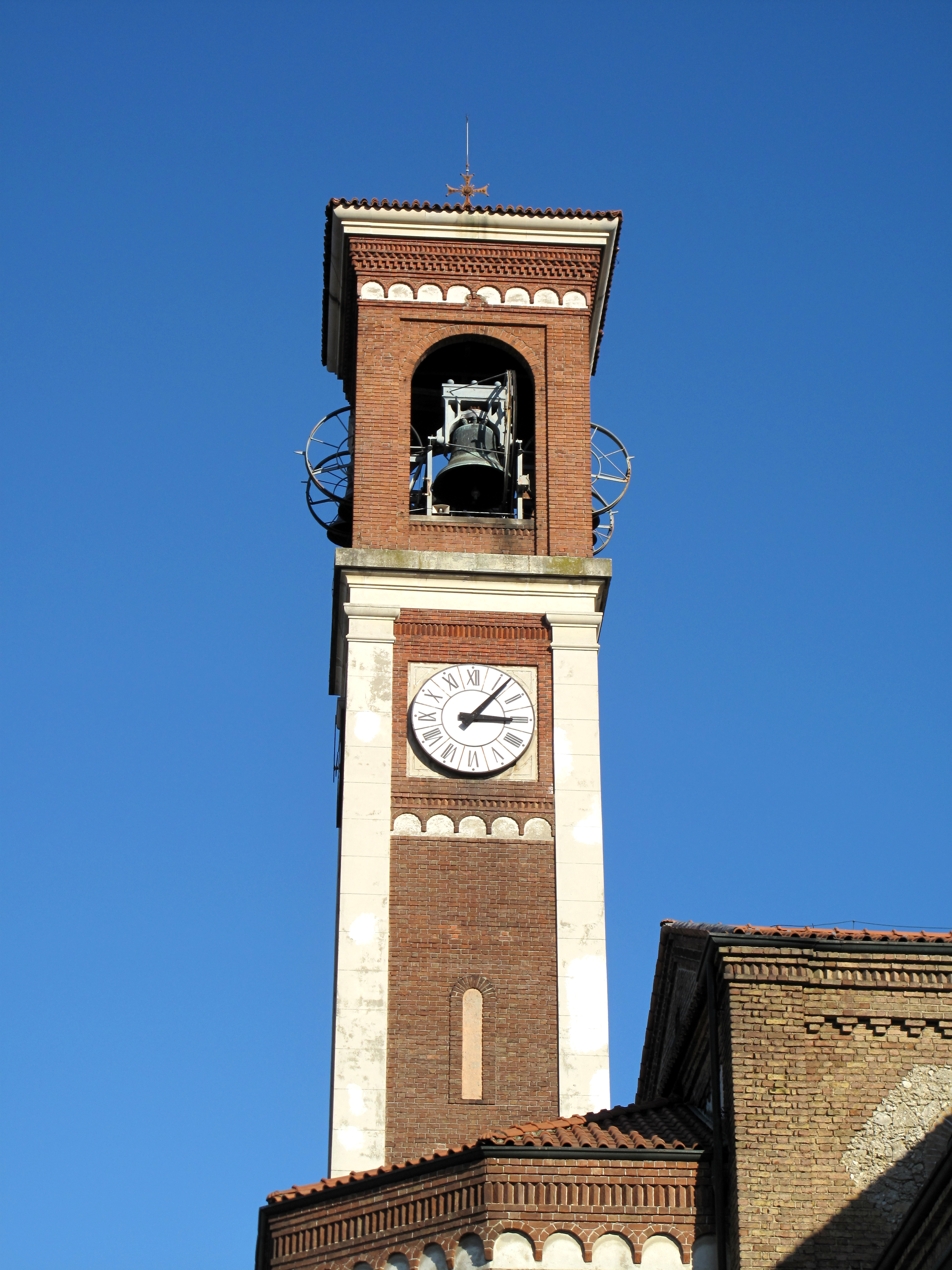
Kerktoren Santa Margherita
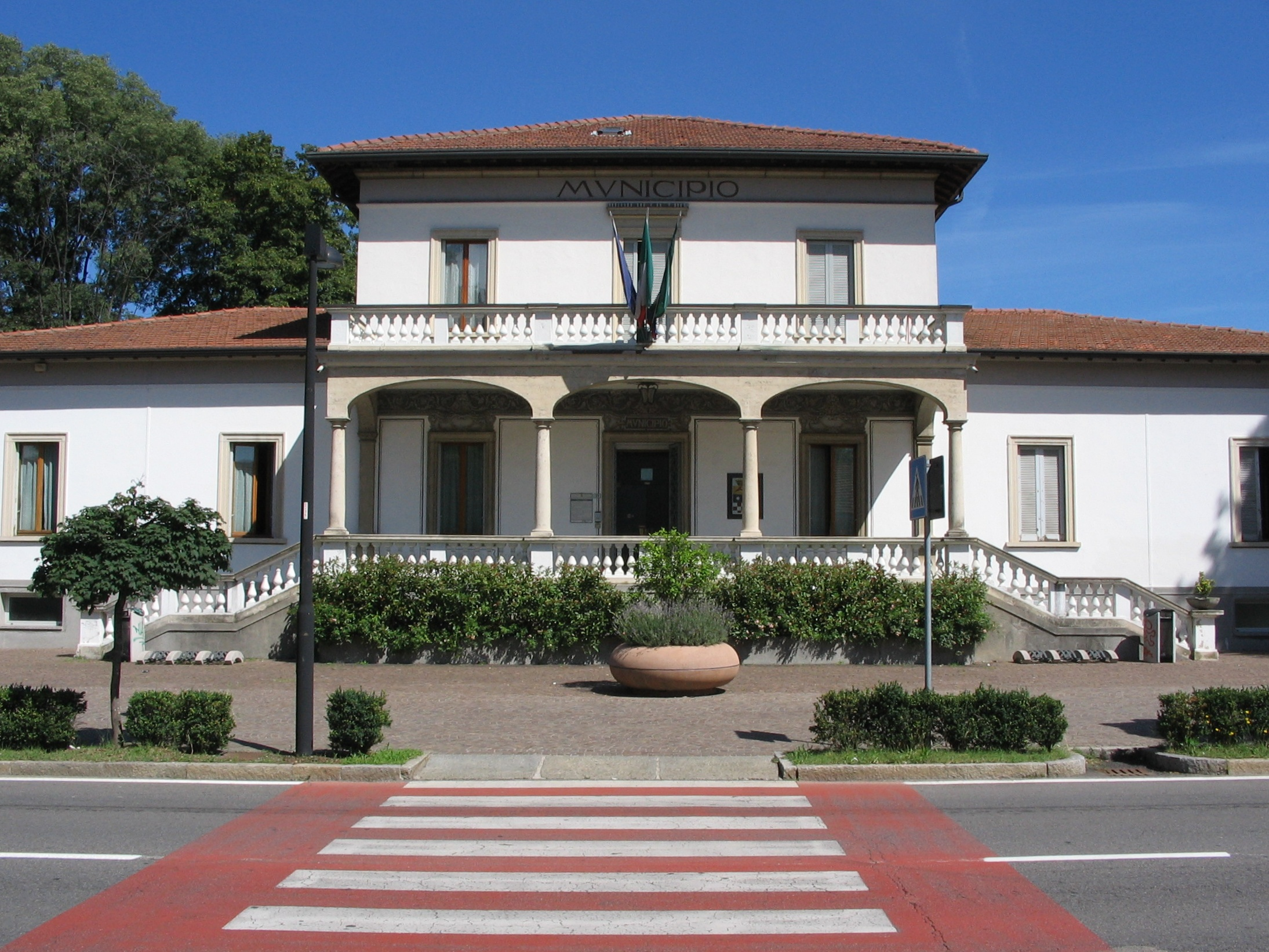
Gemeentehuis

## Demografie
Usmate Velate telt ongeveer 3604 huishoudens. Het aantal inwoners steeg in de periode 1991-2001 met 26,2% volgens cijfers uit de tienjaarlijkse volkstellingen van ISTAT.
| Jaar | Inwoneraantal |
| ---- | ------------- |
| 1991 | 6858          |
| 2001 | 8657          |

## Geografie
Usmate Velate grenst aan de volgende gemeenten: Casatenovo (LC), Lomagna (LC), Camparada, Carnate, Arcore, Vimercate.

## Geboren
- Leopoldo Pirelli (1925-2007), Italiaans industrieel